# Eumastacidae
Eumastacidae zijn een familie van rechtvleugelige insecten die behoren tot de kortsprietigen. De familie werd voor het eerst wetenschappelijk gepubliceerd door Burr in 1899.
De soorten binnen de familie komen voor in Zuid-Amerika, Centraal-Amerika, het westen van de Verenigde Staten, Zuid-, Centraal- en Oost-Azië en Madagaskar.

## Taxonomie
De familie telt circa 220 soorten binnen de volgende geslachten:
- -     - Geslacht Acutacris Dirsh, 1965
    - Geslacht Angulomastax Zheng, 1985
    - Geslacht †Archaeomastax Sharov, 1968
    - Geslacht †Taphacris Cockerell, 1926
    - Geslacht Zeromastax Porras, 2007
- Onderfamilie Eumastacinae Burr, 1899
  - Geslachtengroep Eumastacini Burr, 1899
    - Geslacht Andeomastax Descamps, 1979
    - Geslacht Araguamastax Descamps, 1982
    - Geslacht Beomastax Descamps, 1979
    - Geslacht Caenomastax Hebard, 1923
    - Geslacht Erythromastax Descamps, 1971
    - Geslacht Eumastax Burr, 1899
    - Geslacht Helicomastax Rowell & Bentos-Pereira, 2001
    - Geslacht Homeomastax Descamps, 1979
    - Geslacht Hysteromastax Descamps, 1979
    - Geslacht Phryganomastax Descamps, 1982
    - Geslacht Santanderia Hebard, 1923
    - Geslacht Sciaphilomastax Descamps, 1979
- Onderfamilie Eumastacopinae Descamps, 1973
  -     - Geslacht Arawakella Rehn & Rehn, 1942
    - Geslacht Bahiamastax Descamps, 1979
    - Geslacht Eumastacops Rehn & Rehn, 1942
    - Geslacht Maripa Descamps & Amédégnato, 1970
    - Geslacht Pareumastacops Descamps, 1979
    - Geslacht Pseudeumastacops Descamps, 1974
    - Geslacht Tachiramastax Descamps, 1974
- Onderfamilie Gomphomastacinae Burr, 1899
  - Geslachtengroep Gomphomastacini Burr, 1899
    - Geslacht Afghanomastax Descamps, 1974
    - Geslacht Brachymastax Ramme, 1939
    - Geslacht Clinomastax Bei-Bienko, 1949
    - Geslacht Gomphomastax Brunner von Wattenwyl, 1898
    - Geslacht Gyabus Özdikmen, 2008
    - Geslacht Myrmeleomastax Yin, 1984
    - Geslacht Nepalomastax Yamasaki, 1983
    - Geslacht Oreomastax Bei-Bienko, 1949
    - Geslacht Paedomastax Bolívar, 1930
    - Geslacht Pentaspinula Yin, 1982
    - Geslacht Phytomastax Bei-Bienko, 1949
    - Geslacht Ptygomastax Bei-Bienko, 1959
    - Geslacht Sinomastax Yin, 1984
- Onderfamilie Masynteinae Descamps, 1973
  - Geslachtengroep Masynteini Descamps, 1973
    - Geslacht Masyntes Karsch, 1889
- Onderfamilie Morseinae Rehn, 1948
  - Geslachtengroep Daguerreacridini Descamps, 1973
    - Geslacht Daguerreacris Descamps & Liebermann, 1970

  - Geslachtengroep Morseini Rehn, 1948
    - Geslacht Eumorsea Hebard, 1935
    - Geslacht Morsea Scudder, 1898

  - Geslachtengroep Psychomastacini Descamps, 1973
    - Geslacht Psychomastax Rehn & Hebard, 1918
- Onderfamilie Paramastacinae Rehn & Grant Jr., 1958
  - Geslachtengroep Paramastacini Rehn & Grant Jr., 1958
    - Geslacht Paramastax Burr, 1899
- Onderfamilie Parepisactinae Descamps, 1971
  - Geslachtengroep Parepisactini Descamps, 1971
    - Geslacht Chapadamastax Descamps, 1979
    - Geslacht Parepisactus Giglio-Tos, 1898
- Onderfamilie Pseudomastacinae Rehn & Grant Jr., 1958
  - Geslachtengroep Pseudomastacini Rehn & Grant Jr., 1958
    - Geslacht Pseudomastax Bolívar, 1914
- Onderfamilie Temnomastacinae Rehn & Grant Jr., 1958
  - Geslachtengroep Temnomastacini Rehn & Grant, 1958
    - Geslacht Eutemnomastax Descamps, 1979
    - Geslacht Temnomastax Rehn & Rehn, 1942